# Venchan Peak
Venchan Peak (englisch; bulgarisch връх Венчан wrach Wentschan) ist ein 1100 m hoher und größtenteils vereister Berg in den Stribog Mountains auf der Brabant-Insel im Palmer-Archipel westlich der Antarktischen Halbinsel. Er ragt am Ende eines Berggrats auf, der sich vom Mount Parry in Richtung der Lanusse Bay erstreckt. Er befindet sich 2,46 km nordwestlich des Mount Parry, 3,85 km ostnordöstlich des Minot Point und 6,3 km südöstlich des Driencourt Point. Seine steilen Südwest-, Nordwest- und Nordosthänge sind teilweise unvereist. Der Djerassi-Gletscher liegt nördlich von ihm.
Britische Wissenschaftler kartierten ihn 1980 und 2008. Die bulgarische Kommission für Antarktische Geographische Namen benannte ihn 2015 nach der Ortschaft Wentschan im Nordosten Bulgariens.